# Вкус любви
«Вкус любви» (англ. Flavor of Love) — американское реалити-шоу, выходившее с 2006 по 2008 год на телеканале VH1.
Телешоу стало одним из самых рейтинговых в 2006 году, а также номинировалось на премию Teen Choice Awards.

## Описание
Данное шоу похоже по формату на шоу «Холостяк». Двадцать девушек соревнуются за сердце рэпера Флэйвора Флэва, вместе они проживают в особняке в Энсино, Калифорния. Принимать решение об отчислении участниц ему помогает его шофёр и телохранитель Большой Рик. Также в разных выпусках в этом ему помогают его мать и бывшие любовницы Бригитта Нильсен (в первом сезоне) и Тиффани Поллард (во втором сезоне).
В шоу каждой участнице дается прозвище от Флэва, и он обращается к ней так до тех пор, пока она остается в конкурсе, так как Флав говорит, что он запоминает прозвища лучше, чем настоящие имена. На церемонии отчисления оставшиеся девушки получают от Флэва золотые часы, исключённая девушка остается без часов, так как «её время вышло», также раскрывается её настоящее имя.
Есть несколько основных элементов шоу, которые остаются неизменными на протяжении всего шоу. В течение сезона конкурсантки соревнуются за интимные свидания с Флэвом  в различных испытаниях. Кроме того, Флэв всегда приглашает родителей финалисток для знакомства. Сам финал проходит на каком-либо роскошном курорте, в течение двух дней перед финальным решением Флэв и две финалистки проводят время вместе.
Последним выпуском сезона обычно становится реюнион всех участниц. Ведущей таких эпизодов была Ла Ла Васкес. На таких встречах зрителям демонстрируются лучшие моменты сезона, а участницы могут выяснить отношения уже после того, как закончился съёмочный процесс. Также зрители узнают, остался ли Флэв с той конкурсанткой, которую он выбрал.
В третьем сезоне VH1 ввёл функцию голосования за участниц, которые могли бы попасть на шоу, в итог из пятерых народных избранниц Флэв оставил в шоу только одну.

## Сезоны
| Сезон | Число эпизодов | Премьера        | Финал           | Победительница            | Финалистка                 | Число участниц |
| ----- | -------------- | --------------- | --------------- | ------------------------- | -------------------------- | -------------- |
| 1     | 11             | 1 января 2006   | 12 марта 2006   | Николь Александр «Hoopz»  | Тиффани Поллард «New York» | 20             |
| 2     | 12             | 6 августа 2006  | 15 октября 2006 | Чандра Дэйвис «Deelishis» | Тиффани Поллард «New York» | 20             |
| 3     | 16             | 11 февраля 2008 | 19 мая 2008     | Триша «Thing 2»           | Кэндис Кабрера «Black»     | 25             |

## Спин-оффы

### «Я люблю Нью-Йорк»
После второго сезона «Вкуса любви» VH1 выпустила в эфир спин-офф «Я люблю Нью-Йорк» с участием дважды отвергнутой участницы Тиффани «Нью-Йорк» Поллард. Премьера первого сезона состоялась в январе 2007 года, данная версия схожа с «Холостячкой» и «Вкусом любви». После завершения первого сезона в октябре того же года состоялась премьера второго сезона.

### «Школа шарма»
Премьера первого сезона «Девушки из „Вкуса любви“: Школа шарма» состоялась 15 апреля 2007 года, в нём приняли участие 13 конкурсанток из первых двух сезонов «Вкуса любви». Конкурсантки стремятся выработать правильный этикет, стать интеллигентными особами, получить главный приз в размере 50 000 долларов и титул «Королевы Школы шарма». Премьера второго сезона, «Рок любви: Школа шарма», состоялась 12 октября 2008 года, в нем приняли участие конкурсанты из шоу «Рок любви». Премьера третьего сезона, «Школа шарма с Рики Лейк», состоялась 11 мая 2009 года, в нем приняли участие конкурсанты из «Реальный шанс любви» и «Рок любви с Бретом Майклсом». Второй и третий сезоны удвоили призовой фонд до 100 000 долларов.

### «Я люблю деньги»
Несколько конкурсантов из «Вкуса любви», «Реального шанса любви», «Рока любви» и «Я люблю Нью-Йорк» собрались вместе в особняке в Уатулько, Мексика, чтобы принять участие в совместной битве умственных и физических способностей, чтобы выиграть 250 000 долларов. Победителем первого сезона стала Николь «Hoopz»  Александр. Победительницей второго сезона стала Анджела «Myammee» Питтс. Четвёртым победителем стала Минди Холл. Победителем третьего сезона стал Райан Дженкинс, но он сезон в эфир так и не вышел.